# أليس لويز رينولدز
أليس لويز رينولدز (بالإنجليزية: Alice Louise Reynolds) هي محرِّرة وبروفيسورة أمريكية، ولدت في 1 أبريل 1873 في سولت ليك في الولايات المتحدة، وتوفي بنفس المكان في 5 ديسمبر 1938.